# Triumph T20-serie
De Triumph T20 (Tiger Cub)-serie was een serie 200cc-motorfietsen die het Britse merk Triumph produceerde van 1954 tot 1970.

## Voorgeschiedenis
Triumph had nooit veel interesse getoond in de productie van lichte motorfietsjes. Alleen in de jaren dertig, na de beurskrach, had men de 150- en 175cc-Model X-serie uitgebracht, aanvankelijk met tweetaktmotoren, maar later ook met kopklepmotoren. Na de Tweede Wereldoorlog ontstond er in heel Europa behoefte aan lichte en goedkope vervoermiddelen en de Britten gebruikten daarvoor vooral de lichte tweetakt-inbouwmotortjes van Villiers in Wolverhampton. BSA, sinds 1951 het zusterbedrijf van Triumph, had al in 1948 de Bantam D1 op de markt gebracht. Die was gebouwd met de (buitgemaakte) tweetakttechniek van de Duitse DKW RT 125 en was vanaf 1951 ook leverbaar met plunjervering achter. De BSA Bantam leverde echter slechts 4 pk en het ontwerp dateerde nog uit de jaren dertig. De 150cc-Bantam D3 leverde 4,9 pk. 
Triumph was intussen succesvol met haar 500cc-Speed Twins en Tigers en de 650cc-Thunderbird, maar die hadden nog geen echte achtervering. Ze waren wel tegen meerprijs leverbaar met de Triumph sprung hub, een slecht werkende verende achterwielnaaf die 8 kg woog.

## Triumph Tiger Cub-serie
Hoewel de Tiger Cubs voornamelijk bedoeld waren als lichte commuter bikes voor woon-werkverkeer, waren er ook versies voor verschillende terreinsporten. Met compressieverhoudingen variërend van 7:1 tot 9:1 varieerde ook het vermogen van 10 pk tot 14,5 pk, met uitzondering van de T20J Junior Cub, die slechts 5 pk leverde. Voor jonge Britten was de Tiger Cub een goede optie, zeker toen vanaf 1960 de "Learner's permit" werd beperkt tot motorfietsen onder 250 cc. Ook de lage aanschafprijs en het lage brandstofverbruik van minder dan 3 liter per 100 km maakten de machines voor jonge klanten interessant. De T20J Junior Cub stelde Amerikanen van 14 tot 16 jaar in staat om hun rijbewijs te halen. De Tiger Cubs verschenen in veel uitvoeringen, tot in 1966 de T20B Bantam Cub verscheen, een hybride met het Triumph-blok en het frame van de BSA Bantam D7.

### Triumph T20 Tiger Cub
Eind 1953 presenteerde Triumph de 150cc-Triumph T15 Terrier en de 200cc-Triumph T20 Tiger Cub. Hoewel beide modellen door directeur en hoofdontwerper Edward Turner getekend waren, werden ze doorontwikkeld door Jack Wickes. Wickes zorgde ook voor de vlotte lijnen in het model, waardoor een bijzonder mooi motorfietsje was ontstaan. Het was de eerste Triumph met achtervering, in dit geval plunjervering, maar ook de eerste Triumph met een unit construction-versnellingsbak. Het was meteen een succes. Het ontwerp en kleurenschema leek op dat van de veel zwaardere Speed Twin en dankzij de plunjervering kon er ook een duozadel worden gemonteerd. Bovendien was de machine met haar 14pk-sterke kopklepmotor veruit de snelste in haar klasse. Ze had de koplampnacelle die de zwaardere modellen ook hadden en waarin de snelheidsmeter en de lichtschakelaar waren opgenomen. Ook de sportief licht voorover hellende cilinder droeg mee aan het uiterlijk, net als het buisje waarin de stoterstangen waren opgenomen, maar dat leek op een koningsas, die alleen op dure sportmotoren te krijgen was. Van 1959 tot en met 1965 droeg de T20 Tiger Cub een kleine plaatwerkstroomlijn rond het achterwiel, gelukkig veel kleiner dan die van de zwaardere modellen, want die werd vooral in de Verenigde Staten al door de dealers verwijderd omdat ze de machines onverkoopbaar maakte. 

#### Motor
De motor was een luchtgekoelde dwarsgeplaatste staande eencilinder met een boring van 63 mm, een slag van 64 mm en een cilinderinhoud van 199,5 cc. De nokkenas was laag geplaatst en bediende via stoterstangen en tuimelaars de beide kleppen. Er was een enkele Amal-carburateur voor de brandstofvoorziening en een dry-sump-smeersysteem waarvan de olietank onder het zadel zat. De stroomvoorziening werd verzorgd door een 6 volt wisselstroomdynamo op het linker uiteinde van de krukas.

#### Transmissie
Op het linker uiteinde van de krukas zat de wisselstroomdynamo en het voorste tandwiel van de primaire ketting. Die liep in een oliebad en dreef de meervoudige natte plaatkoppeling en de voetgeschakelde vierversnellingsbak aan. Op die versnellingsbak zat ook de kickstarter. Het achterwiel werd door een ketting aangedreven.

#### Rijwielgedeelte
De T20 Tiger Cub had een Semi-dubbel wiegframe met een centrale voorbuis die van het balhoofd naar de voor/onderkant van het motorblok liep. Daar werd ze gesplitst in twee buizen die naar de achterwielnaaf liepen. Daar zat de plunjervering, terwijl de voorvering werd verzorgd door een hydraulisch gedempte telescoopvork. Voor en achter zaten trommelremmen. In 1956 werd de Tiger Cub gemoderniseerd en kreeg ze een swingarm-achtervering met twee veer/demperelementen. 

#### Minpunten
De eerste T20 Tiger Cubs kenden enkele problemen. De plunjervering was in 1954 al achterhaald en het frame was zwak rond het balhoofd. Dat werd opgelost door een sterkere benzinetank te monteren. Motorisch erfde ze enkele problemen van de T15 Terrier: Het voorste kettingtandwiel en de aandrijfketting konden moeilijk worden vervangen en de dynamo gaf problemen. Ook het big-endlager van de krukas en de koppeling moesten opnieuw worden ontworpen. In 1956 werd het hele bovencarter vernieuwd, inclusief de krukaslagers, maar de problemen bleven, vooral in handen van jonge rijders die het toerental bij koude motor vaak te hoog opdreven. De primaire ketting kon grote problemen veroorzaken. Ze draaide in een ondiep oliebad en als het olieniveau daalde liep ze droog en rekte ze op. Er was geen kettingspanner (bij de oudere modellen met pre-unit versnellingsbak werd de ketting gespannen door de versnellingsbak naar achteren te schuiven). Tot overmaat van ramp was het deksel van de primaire transmissie wat "gedeukt", waardoor het werd uitgesleten door de ketting en het oliepeil nog moeilijker te handhaven was. Een ander groot probleem van de Tiger Cub was dat de motor plotseling kon stoppen. Het werd geweten aan oververhitting, maar het probleem werd nooit opgelost. 

### Triumph T20C, T20CA en T20CB Tiger Cub
Bij de Triumph T20C Tiger Cub stond de "C" voor "Competition", bij Triumph en andere merken de gebruikelijke naam voor terreinmotoren. Kenmerkend voor de machine was de enkele upswept-uitlaat aan de rechterkant het 19 inch voorwiel, 18 inch achterwiel en het grovere bandenprofiel. Ze was voor de Britse en Europese markt bestemd. De T20CA kwam een jaar later op de markt, in 1958 en was bedoeld voor de Amerikaanse markt. Er wordt wel verondersteld dat de "A" voor "America" stond, maar dat snijdt geen hout omdat tegelijkertijd de T20CB verscheen, eveneens uitsluitend voor de Verenigde Staten. Beide machines hadden een hoge compressie-zuiger. De T20CA had een laag geplaatste uitlaat, de T20CB een hoog geplaatste (upswept) uitlaat. 

### Triumph T20J Junior Cub
Ook de Triumph T20J Junior Cub was bedoeld voor de Amerikaanse markt, met name voor jongeren van 14 tot 16 jaar die er hun rijbewijs op konden halen. Daarvoor was de machine wel "geknepen". Ze leverde slechts 5 pk, maar had dezelfde styling met het plaatwerk rond het achterwiel van de zwaardere modellen. Het was ook een marketing-model voor Triumph, met de bedoeling jongeren over de drempel van de dealer te halen, zodat ze later ook zouden kiezen voor de zwaardere Triumphs.

### Triumph T20S Tiger Cub Scrambler
Ook de T20S Tiger Cub Scrambler was voor de Amerikaanse markt bestemd. In de jaren zestig was een scrambler nog een echte crossmotor. De machine had dan ook de sterkste motor van 14,5 pk en werd geleverd zonder verlichting. 

### Triumph T20W Tiger Cub Woods
Van de Triumph T20W Tiger Cub Woods is vrijwel niets bekend. Het bleef bij zes prototypen in 1960. De toevoeging "Woods" duidt op een terreinmotor, mogelijk een meer toeristisch model als tegenhanger voor de snelle "Competition"-modellen T20C, CA en CB. 

### Triumph T20SL Tiger Cub Sports Light en T20T Tiger Cub Trials
Alleen in 1961 en 1962 werden de T20SL Tiger Cub Sports Light en de T20T Tiger Cub Trials geproduceerd. Het waren vrijwel identieke offroadmotoren, maar de T20SL had een hoge compressieverhouding en dus ook meer vermogen en was bedoeld voor meer sportief ingestelde rijders. De T20T was bedoeld voor toeristisch gebruik in het terrein. 

### Triumph T20SC Tiger Cub Scrambler Competition
De naam van de T20SC Tiger Cub Scrambler Competition duidde op een echte crossmotor, maar deze machine werd gewoon met verlichting aangeboden, zodat het toch meer een allroadmotor was. Ook de laag geplaatste uitlaat wees op gebruik op de weg. De machine werd geleverd van 1962 tot 1965. 

### Triumph T20SR Tiger Cub Scrambler Road
De T20SR Tiger Cub Scrambler Road was een allroad-motorfiets, maar werd ook wel "Hot roadster" genoemd omdat ze een hoge compressie zuiger en een sportnokkenas, een grotere carburateur en ook een grotere inlaatklep met sterkere klepveren had. Ook dit model had een laag geplaatste uitlaat. Hoewel het ook van 1962 tot 1965 werd geleverd, bleef het bij slechts 74 exemplaren. 

### Triumph T20SS Tiger Cub Street Scrambler
De T20SS Tiger Cub Street Scrambler was wellicht de meest sportieve terreinmotor, die door Triumph ook wel "Sports Cub" werd genoemd. Deze machine werd ingezet in enduro-wedstrijden zoals de Scottish Six Days Trial. Ze had ook een laag geplaatste uitlaat.

### Triumph TR20 Tiger Cub Trials
De Triumph TR20 Tiger Cub Trials was veel meer een trialmotor, met een hoog geplaatste uitlaat aan de rechterkant en waarschijnlijk de geknepen 10pk-motor met lage compressieverhouding. Ze werd door fabrieksrijders ingezet maar als replica ook gewoon te koop aangeboden. 

### Triumph TS20 Tiger Cub Scrambler
De TS20 Tiger Cub Scrambler was de crossversie van 1962 tot 1965. Ze had een hoge compressie-zuiger, een racenokkenas, grotere inlaatklep met aangepaste klepveren en ze leverde meer dan 16 pk. Hoewel deze terreinmotoren ook in de VS populair waren, was er geen crossklasse voor 200 cc en er werden er niet meer dan tien naar de VS geëxporteerd. 

### Triumph T20SH Tiger Cub Sports Home
De T20SH Tiger Cub Sports Home was zoals de naam al zegt een sportmotor voor de Britse thuismarkt. Met de aangepaste motor die ook in de TS20 werd gebruikt was dit de snelste Tiger Cub. Ze bleef tot 1966 in productie. 

### Triumph T20WD Tiger Cub
In 1963 en 1964 werden 94 exemplaren van de T20WD geleverd aan de Britse strijdkrachten ("WD" stond voor: "War Department"). In 1964, 1966, 1967, 1969 en 1970 werd een onbekend aantal van deze machines ook geleverd aan de Franse strijdkrachten. Het waren licht terreinvaardige machines die waren voorzien van een fors bagagerek dat geschikt was voor leren of canvas zijtassen. Ze waren olijfgroen gespoten. De Franse machines vanaf 1967 waren gebaseerd op de T20M Mountain Cub. 

### Triumph T20SM Mountain Cub en T20M Mountain Cub
De T20SM Mountain Cub verscheen in 1964. Het was een offroadmodel met een vlot kleurenschema en omhooggebogen uitlaat aan de rechterkant. De machine werd geleverd zonder middenbok, maar toen de naam in 1967 veranderde in T20M Mountain Cub kwam die middenbok er wel. Van de T20SM werden 4.020 exemplaren geproduceerd, van de T20M 2.106.

### Triumph T20P Tiger Cub Police
De T20P Tiger Cub Police werd geproduceerd in 1965 en 1966. Het was feitelijk het toermodel T20 Tiger Cub, maar met een eenpersoons zadel zodat achterop ruimte kwam voor de mobilofoon. Afhankelijk van de wensen van het politiekorps kon ze worden uitgerust met alleen beenschilden of met beenschilden en een toerscherm.  

### Triumph T20B Bantam Cub en T20S/C Super Cub (T20B Super Cub en T20 De Luxe)
De T20B Bantam Cub verscheen in 1966 als opvolger van de T20. Om kosten te sparen had dit model het enkele wiegframe van de BSA Bantam D7, een 175cc-tweetakt, waar nu het blok van de Tiger Cub in gelepeld werd. Tot 1967 werden er 1.719 geproduceerd. In 1967 volgde de T20S/C Super Cub, die ook T20B Super Cub en T20 De Luxe werd genoemd. Dit was het sportmodel met het frame van de BSA Bantam D10. 

### Triumph T20B Tiger Cub Tarbuk
Van de T20B Tarbuk werden alleen in 1968 66 exemplaren geproduceerd. Er bestaat veel onduidelijkheid over dit model, maar het meest waarschijnlijke is dat "Tarbuk" een verbastering is van "Tabarrok". De gebroeders Tabarrok in Teheran waren voor hoofdagent voor Iran en hadden deze machines waarschijnlijk besteld en die bestelling naderhand geannuleerd. Het waren in de basis T20S/C Super Cubs, maar met wat diepere spatborden van de T20 en de tank van de T20B Bantam Cub en in oranje/grijs gespoten. De machines werden daarna aangekocht door Elite Motors in Tooting (Londen), een dealer die wel vaker overtollige machines van Triumph aan- en verkocht. 

## Afbeeldingen

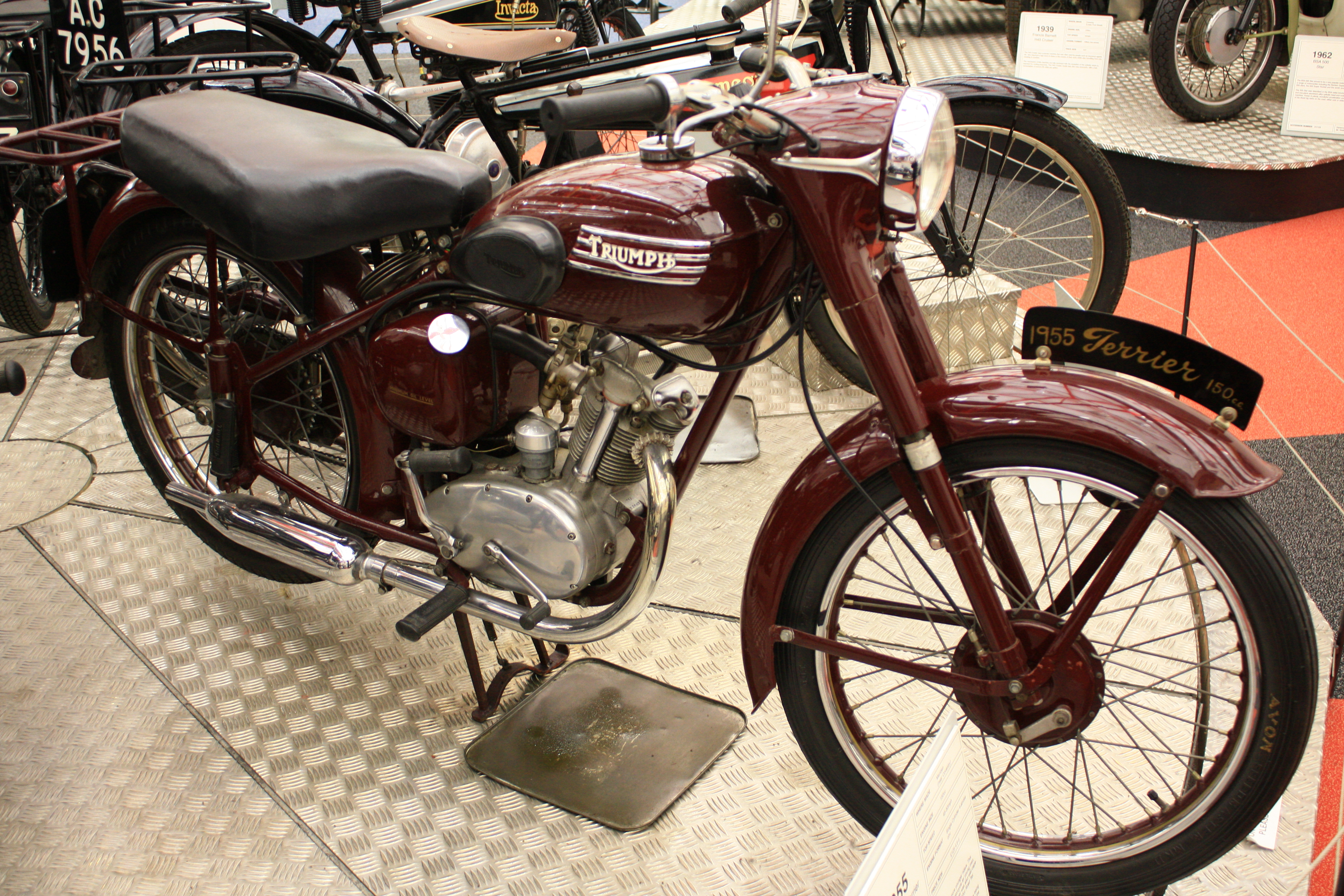
Afgezien van de kleur was de eerste T20 Tiger Cub identiek aan deze T15 Terrier
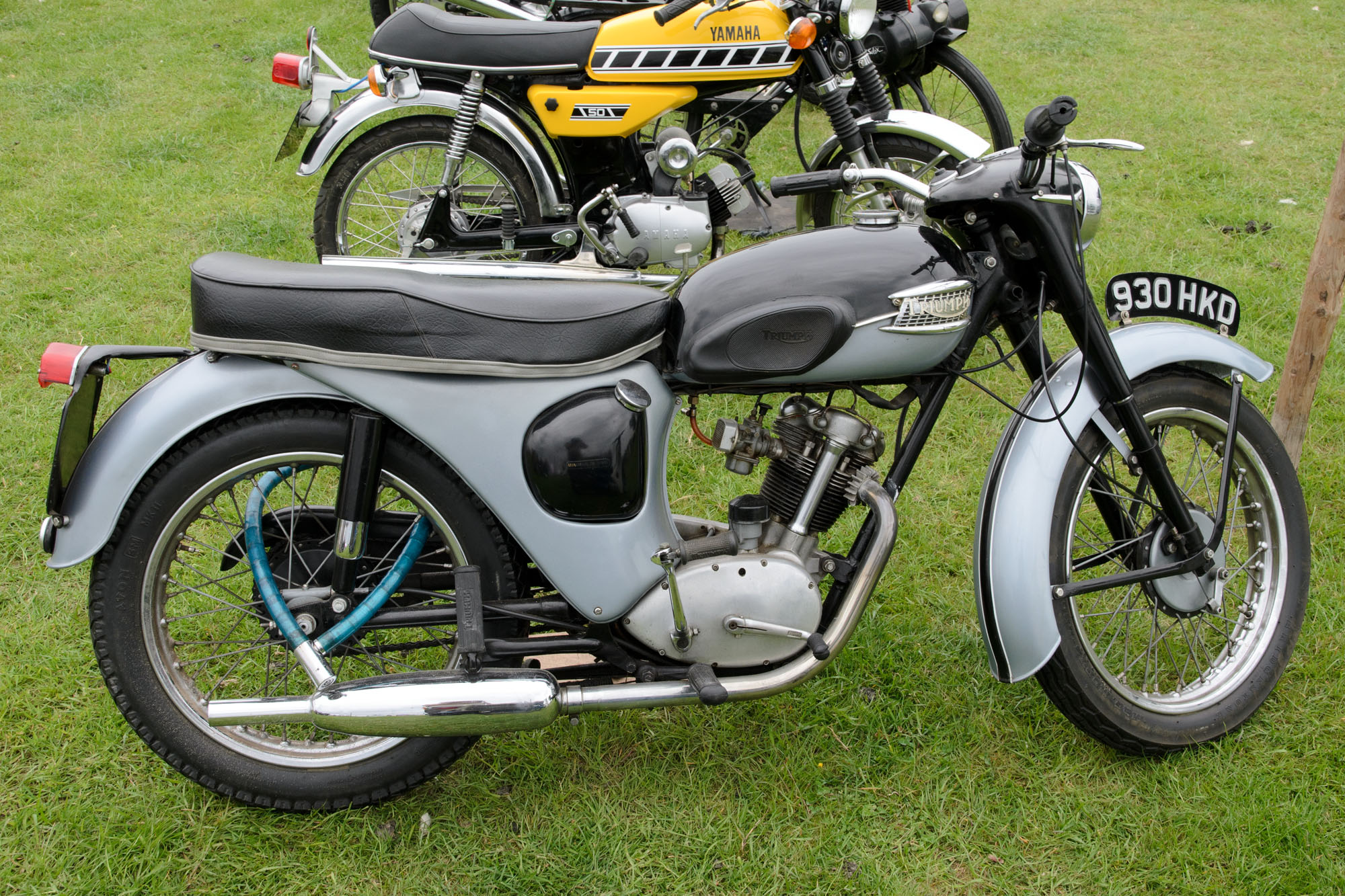
Van 1959 tot 1965 droeg de T20 Tiger Cub wat plaatwerk rond het achterwiel.
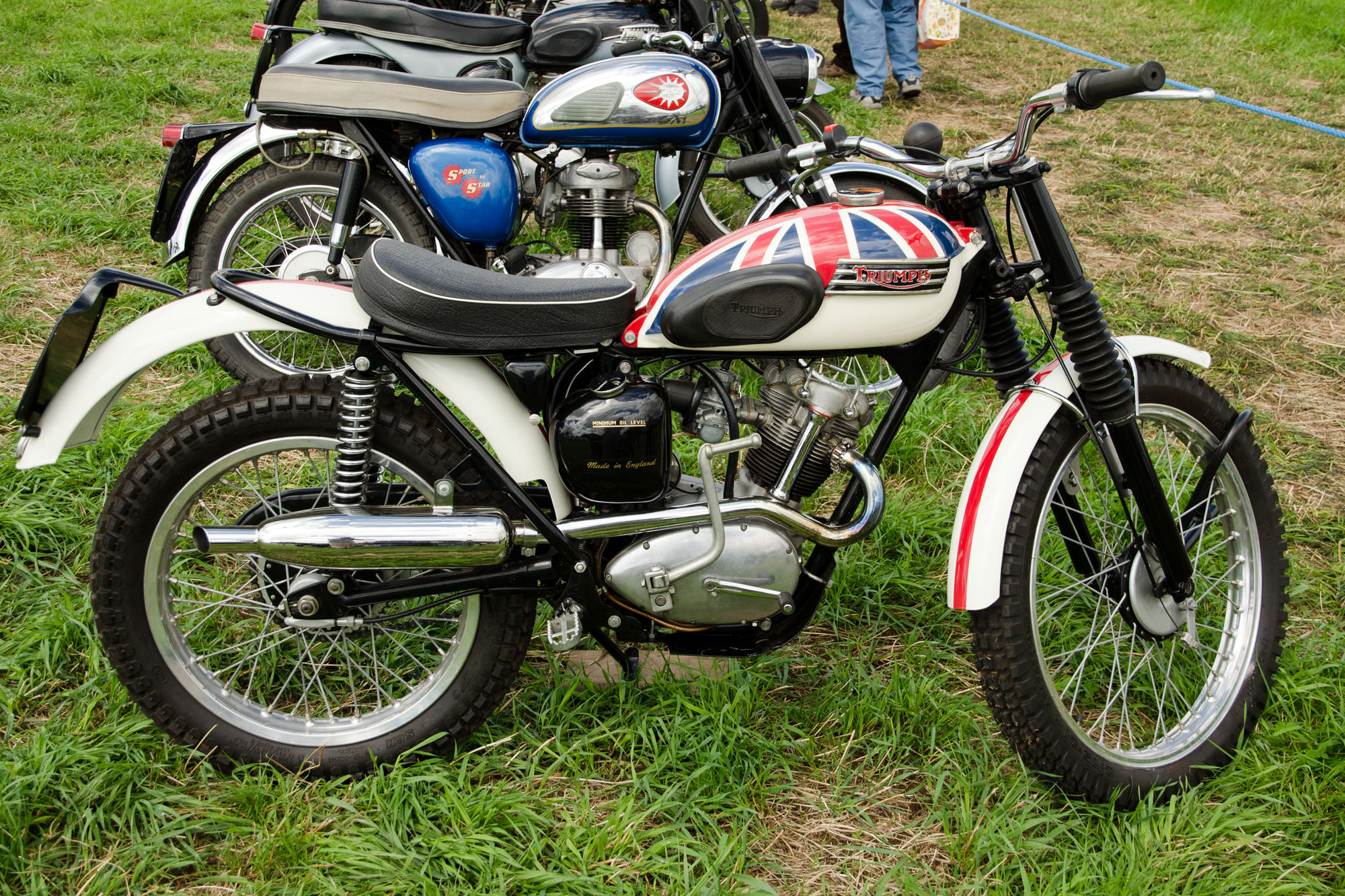
T20T Tiger Club Trials uit 1962.
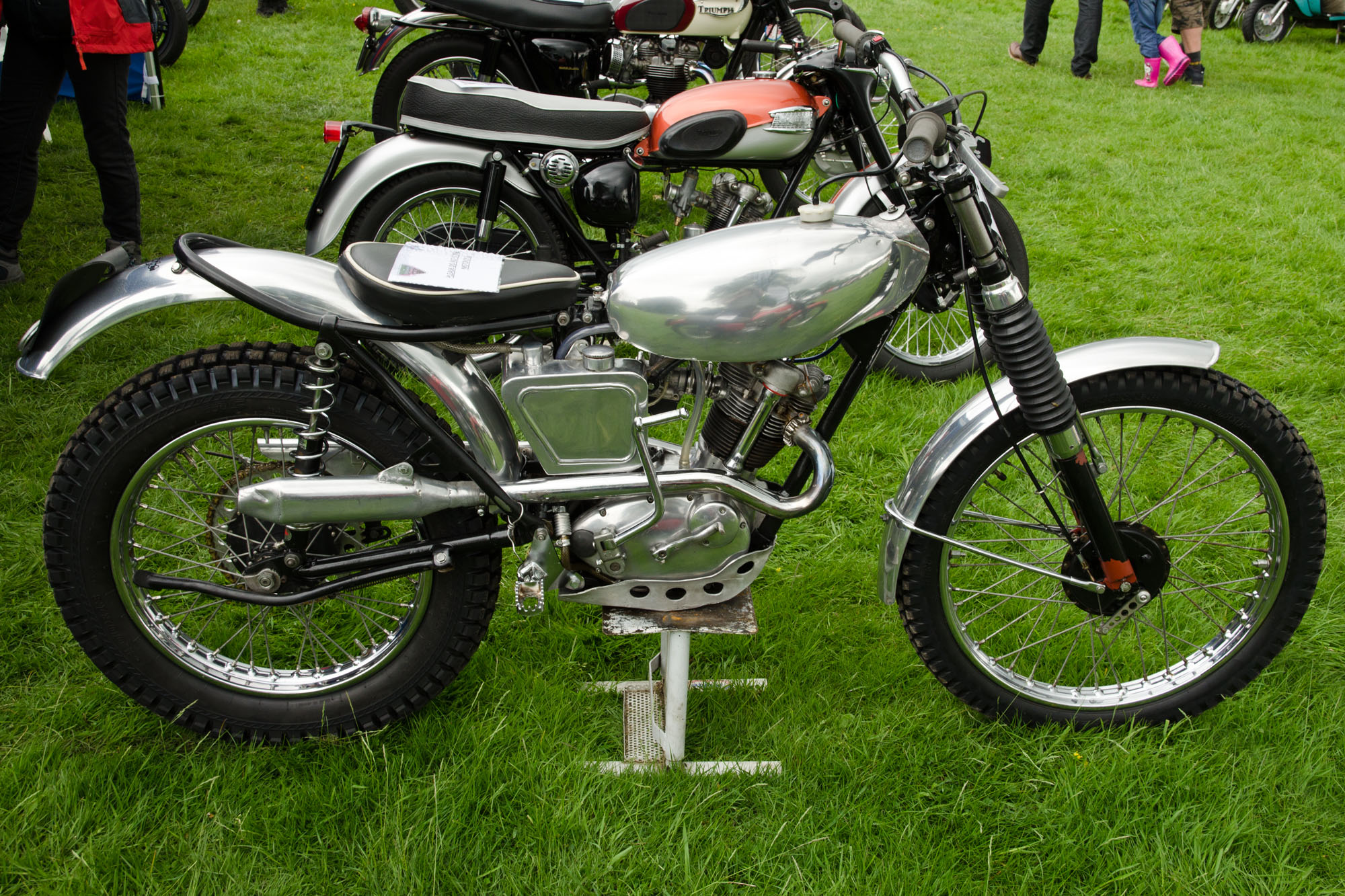
TR20 Tiger Cub Trials uit 1963
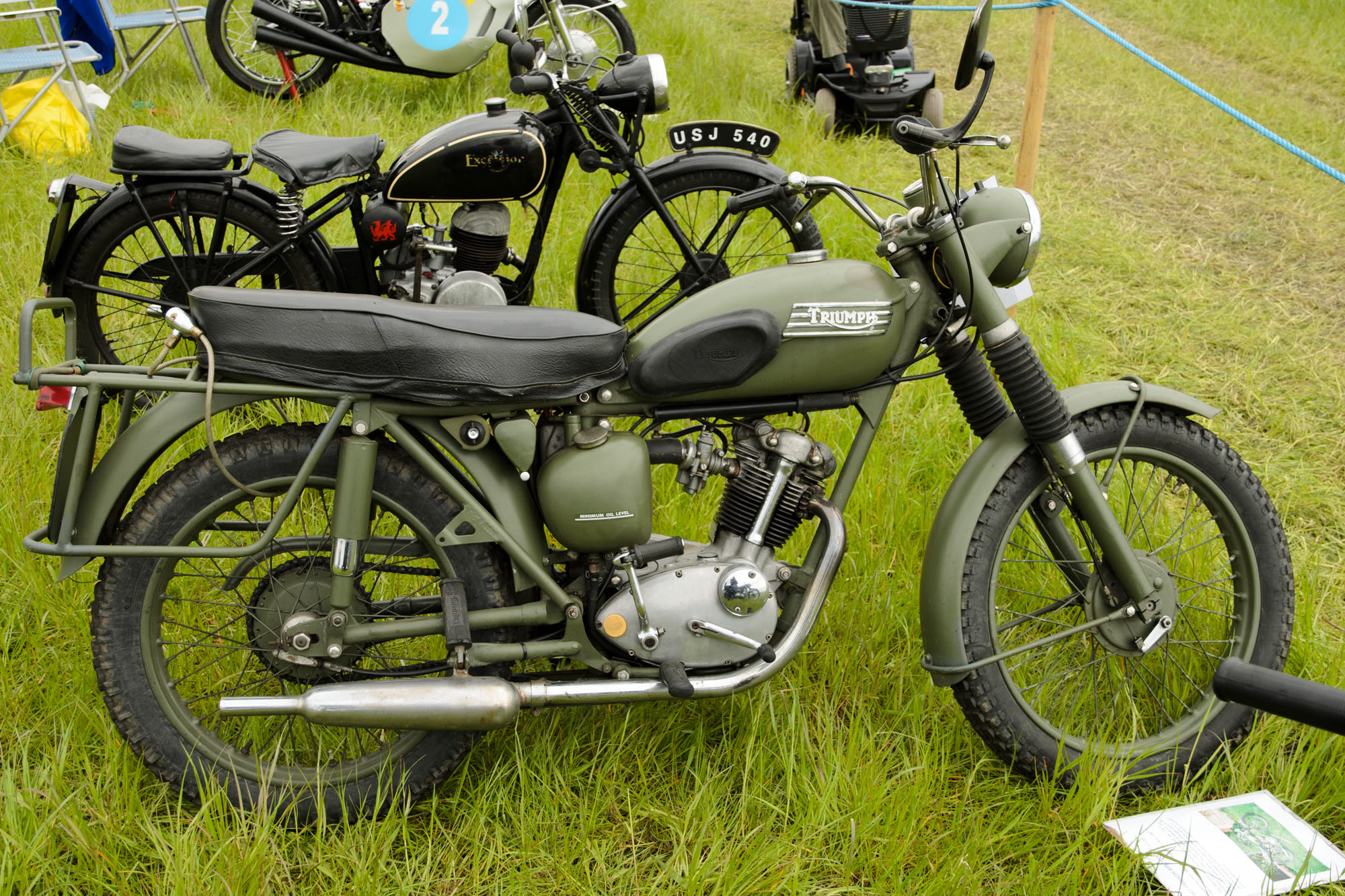
T20WD uit 1966
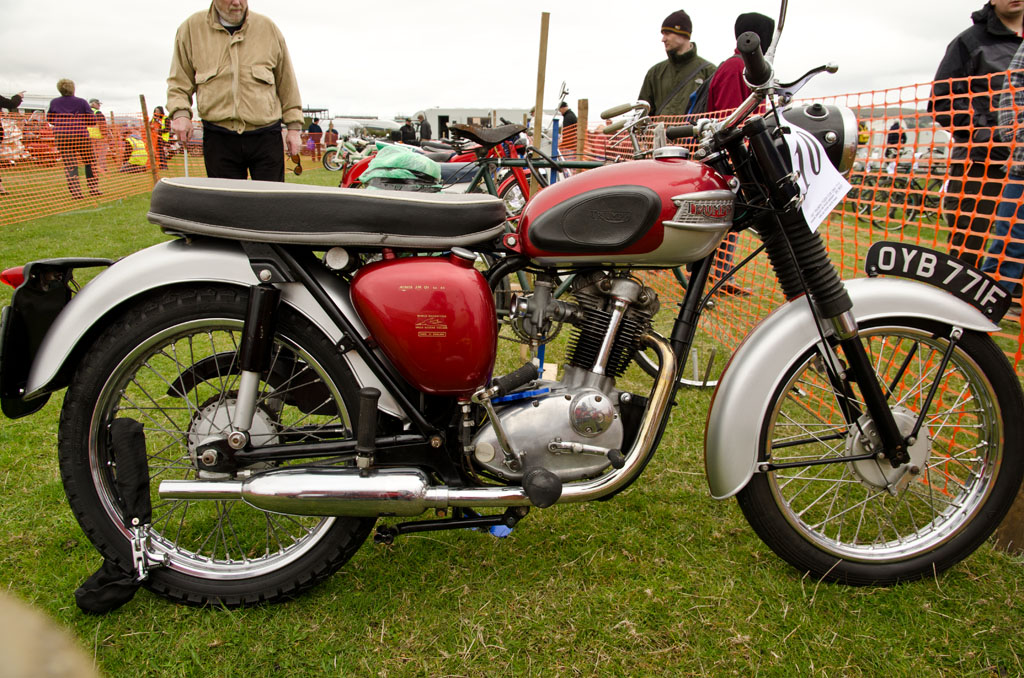
Na 1966 was het plaatwerk op de T20 Tiger Cub verdwenen.

## Einde productie
Hoewel de T20S/C Super Cub en de levering van de T20WD voor Frankrijk de productie tot 1970 oprekten, was het verschijnen van de 250cc-Triumph TR25W Trophy feitelijk het einde van de Tiger Cubs. Met dit model schakelden Triumph en BSA over op volledige badge engineering, want dit was in werkelijkheid een BSA B25 Woodsman met een Triumph-logo. 

## Triumph Technische gegevens
| Triumph Tiger Cub      | T20                                 | T20C                                | T20CA                               | T20CB                               | T20J Junior Cub                     | T20S Scrambler                      | T20W Woods                          | T20SL Sports Light                  |
| ---------------------- | ----------------------------------- | ----------------------------------- | ----------------------------------- | ----------------------------------- | ----------------------------------- | ----------------------------------- | ----------------------------------- | ----------------------------------- |
| Periode                | 1954-1967                           | 1957-1959                           | 1958-1959                           | 1958-1959                           | 1958-1963                           | 1959-1961                           | 1960                                | 1961-1962                           |
| Categorie              | Toer                                | Offroad                             | Offroad                             | Offroad                             | Toer                                | Cross                               | Onbekend                            | Offroad                             |
| Motortype              | Stoterstangen kopklepmotor          | Stoterstangen kopklepmotor          | Stoterstangen kopklepmotor          | Stoterstangen kopklepmotor          | Stoterstangen kopklepmotor          | Stoterstangen kopklepmotor          | Stoterstangen kopklepmotor          | Stoterstangen kopklepmotor          |
| Bouwwijze              | Dwarsgeplaatste staande eencilinder | Dwarsgeplaatste staande eencilinder | Dwarsgeplaatste staande eencilinder | Dwarsgeplaatste staande eencilinder | Dwarsgeplaatste staande eencilinder | Dwarsgeplaatste staande eencilinder | Dwarsgeplaatste staande eencilinder | Dwarsgeplaatste staande eencilinder |
| Koeling                | Lucht                               | Lucht                               | Lucht                               | Lucht                               | Lucht                               | Lucht                               | Lucht                               | Lucht                               |
| Boring                 | 63 mm                               | 63 mm                               | 63 mm                               | 63 mm                               | 63 mm                               | 63 mm                               | 63 mm                               | 63 mm                               |
| Slag                   | 64 mm                               | 64 mm                               | 64 mm                               | 64 mm                               | 64 mm                               | 64 mm                               | 64 mm                               | 64 mm                               |
| Cilinderinhoud         | 199,5 cc                            | 199,5 cc                            | 199,5 cc                            | 199,5 cc                            | 199,5 cc                            | 199,5 cc                            | 199,5 cc                            | 199,5 cc                            |
| Carburateur(s)         | Amal 332/3 of Zenith 17MXZ-CS5      | Amal 332/3 of Zenith 17MXZ-CS5      | Amal 332/3 of Zenith 17MXZ-CS5      | Amal 332/3 of Zenith 17MXZ-CS5      | Amal 332/3 of Zenith 17MXZ-CS5      | Amal 332/3 of Zenith 17MXZ-CS5      | Amal 332/3 of Zenith 17MXZ-CS5      | Amal 332/3 of Zenith 17MXZ-CS5      |
| Ontsteking             | Accu-bobine                         | Accu-bobine                         | Accu-bobine                         | Accu-bobine                         | Accu-bobine                         | Accu-bobine                         | Accu-bobine                         | Accu-bobine                         |
| Smeersysteem           | Dry-sumpsysteem                     | Dry-sumpsysteem                     | Dry-sumpsysteem                     | Dry-sumpsysteem                     | Dry-sumpsysteem                     | Dry-sumpsysteem                     | Dry-sumpsysteem                     | Dry-sumpsysteem                     |
| Compressieverhouding   | 7:1                                 | 7:1                                 | 9:1                                 | 9:1                                 | Onbekend                            | 9:1                                 | Onbekend                            | 9:1                                 |
| Max. vermogen          | 10 pk bij 6.500 tpm                 | 10 pk bij 6.500 tpm                 | 14 pk bij 6.500 tpm                 | 14 pk bij 6.500 tpm                 | 5 pk                                | 14,5 pk bij 6.500 tpm               | Onbekend                            | 14,5 pk bij 6.500 tpm               |
| Topsnelheid            | 97 km/uur                           | Onbekend                            | Onbekend                            | Onbekend                            | Onbekend                            | 119 km/uur                          | Onbekend                            | Onbekend                            |
| Primaire aandrijving   | Ketting                             | Ketting                             | Ketting                             | Ketting                             | Ketting                             | Ketting                             | Ketting                             | Ketting                             |
| Koppeling              | Meervoudige natte plaat             | Meervoudige natte plaat             | Meervoudige natte plaat             | Meervoudige natte plaat             | Meervoudige natte plaat             | Meervoudige natte plaat             | Meervoudige natte plaat             | Meervoudige natte plaat             |
| Versnellingen          | 4                                   | 4                                   | 4                                   | 4                                   | 4                                   | 4                                   | 4                                   | 4                                   |
| Secundaire aandrijving | Ketting                             | Ketting                             | Ketting                             | Ketting                             | Ketting                             | Ketting                             | Ketting                             | Ketting                             |
| Rijwielgedeelte        | Semi-dubbel wiegframe               | Semi-dubbel wiegframe               | Semi-dubbel wiegframe               | Semi-dubbel wiegframe               | Semi-dubbel wiegframe               | Semi-dubbel wiegframe               | Semi-dubbel wiegframe               | Semi-dubbel wiegframe               |
| Voorvork               | Telescoopvork                       | Telescoopvork                       | Telescoopvork                       | Telescoopvork                       | Telescoopvork                       | Telescoopvork                       | Telescoopvork                       | Telescoopvork                       |
| Achtervork             | Plunjervering vanaf 1957: Swingarm  | Swingarm                            | Swingarm                            | Swingarm                            | Swingarm                            | Swingarm                            | Swingarm                            | Swingarm                            |
| Remmen                 | Trommelremmen                       | Trommelremmen                       | Trommelremmen                       | Trommelremmen                       | Trommelremmen                       | Trommelremmen                       | Trommelremmen                       | Trommelremmen                       |
| Tankinhoud             | 13,6 liter                          | 11,9 liter                          | 11,9 liter                          | 11,9 liter                          | 13,6 liter                          | Onbekend                            | Onbekend                            | Onbekend                            |
| Droog gewicht          | 95 kg                               | Onbekend                            | Onbekend                            | Onbekend                            | 95 kg                               | Onbekend                            | Onbekend                            | Onbekend                            |
| Triumph Tiger Cub      | T20T Trials                         | T20SC Scrambler Competition         | T20SR Scrambler Road                | T20SS Street Scrambler              | TR20 Trials                         | TS20 Scrambler                      | T20SH Sports Home                   |                                     |
| Periode                | 1961-1962                           | 1962-1965                           | 1962-1965                           | 1962-1965                           | 1962-1965                           | 1962-1965                           | 1962-1966                           |                                     |
| Categorie              | Offroad                             | Offroad                             | Offroad                             | Enduro                              | Trial                               | Cross                               | Sport                               |                                     |
| Motortype              | Stoterstangen kopklepmotor          | Stoterstangen kopklepmotor          | Stoterstangen kopklepmotor          | Stoterstangen kopklepmotor          | Stoterstangen kopklepmotor          | Stoterstangen kopklepmotor          | Stoterstangen kopklepmotor          |                                     |
| Bouwwijze              | Dwarsgeplaatste staande eencilinder | Dwarsgeplaatste staande eencilinder | Dwarsgeplaatste staande eencilinder | Dwarsgeplaatste staande eencilinder | Dwarsgeplaatste staande eencilinder | Dwarsgeplaatste staande eencilinder | Dwarsgeplaatste staande eencilinder |                                     |
| Koeling                | Lucht                               | Lucht                               | Lucht                               | Lucht                               | Lucht                               | Lucht                               | Lucht                               |                                     |
| Boring                 | 63 mm                               | 63 mm                               | 63 mm                               | 63 mm                               | 63 mm                               | 63 mm                               | 63 mm                               |                                     |
| Slag                   | 64 mm                               | 64 mm                               | 64 mm                               | 64 mm                               | 64 mm                               | 64 mm                               | 64 mm                               |                                     |
| Cilinderinhoud         | 199,5 cc                            | 199,5 cc                            | 199,5 cc                            | 199,5 cc                            | 199,5 cc                            | 199,5 cc                            | 199,5 cc                            |                                     |
| Carburateur(s)         | Zenith 17MXZ-CS5                    | Amal Monobloc                       | Amal Monobloc                       | Amal Monobloc                       | Amal Monobloc                       | Amal Monobloc                       | Amal Monobloc                       |                                     |
| Ontsteking             | Accu-bobine                         | Accu-bobine                         | Accu-bobine                         | Accu-bobine                         | Accu-bobine                         | Accu-bobine                         | Accu-bobine                         |                                     |
| Smeersysteem           | Dry-sumpsysteem                     | Dry-sumpsysteem                     | Dry-sumpsysteem                     | Dry-sumpsysteem                     | Dry-sumpsysteem                     | Dry-sumpsysteem                     | Dry-sumpsysteem                     |                                     |
| Compressieverhouding   | 7:1                                 | Onbekend                            | 9:1                                 | 9:1                                 | Onbekend                            | 9:1                                 | 9:1                                 |                                     |
| Max. Vermogen          | 10 pk bij 6.500 tpm                 | Onbekend                            | 14,5 pk bij 6.500 tpm               | 14,5 pk bij 6.500 tpm               | Onbekend                            | 16,2 pk bij 6.700 tpm               | 16,2 pk bij 6.700 tpm               |                                     |
| Topsnelheid            | Onbekend                            | Onbekend                            | Onbekend                            | Onbekend                            | Onbekend                            | Onbekend                            | Onbekend                            |                                     |
| Primaire aandrijving   | Ketting                             | Ketting                             | Ketting                             | Ketting                             | Ketting                             | Ketting                             | Ketting                             |                                     |
| Koppeling              | Meervoudige natte plaat             | Meervoudige natte plaat             | Meervoudige natte plaat             | Meervoudige natte plaat             | Meervoudige natte plaat             | Meervoudige natte plaat             | Meervoudige natte plaat             |                                     |
| Versnellingen          | 4                                   | 4                                   | 4                                   | 4                                   | 4                                   | 4                                   | 4                                   |                                     |
| Secundaire aandrijving | Ketting                             | Ketting                             | Ketting                             | Ketting                             | Ketting                             | Ketting                             | Ketting                             |                                     |
| Rijwielgedeelte        | Semi-dubbel wiegframe               | Semi-dubbel wiegframe               | Semi-dubbel wiegframe               | Semi-dubbel wiegframe               | Semi-dubbel wiegframe               | Semi-dubbel wiegframe               | Semi-dubbel wiegframe               |                                     |
| Voorvork               | Telescoopvork                       | Telescoopvork                       | Telescoopvork                       | Telescoopvork                       | Telescoopvork                       | Telescoopvork                       | Telescoopvork                       |                                     |
| Achtervork             | Swingarm                            | Swingarm                            | Swingarm                            | Swingarm                            | Swingarm                            | Swingarm                            | Swingarm                            |                                     |
| Remmen                 | Trommelremmen                       | Trommelremmen                       | Trommelremmen                       | Trommelremmen                       | Trommelremmen                       | Trommelremmen                       | Trommelremmen                       |                                     |
| Tankinhoud             | Onbekend                            | Onbekend                            | Onbekend                            | Onbekend                            | Onbekend                            | Onbekend                            | 14,6 liter                          |                                     |
| Droog gewicht          | Onbekend                            | Onbekend                            | Onbekend                            | Onbekend                            | Onbekend                            | Onbekend                            | Onbekend                            |                                     |
| Triumph Tiger Cub      | T20WD                               | T20SM Mountain Cub                  | T20P                                | T20B Bantam Cub                     | T20M Mountain Cub                   | T20S/C Super Cub                    | T20B Tarbuk                         |                                     |
| Periode                | 1963-1970                           | 1964-1966                           | 1965-1966                           | 1966-1968                           | 1967                                | 1967-1969                           | 1968                                |                                     |
| Categorie              | Militair                            | Offroad                             | Politie                             | Toer                                | Offroad                             | Sport                               | Sport                               |                                     |
| Motortype              | Stoterstangen kopklepmotor          | Stoterstangen kopklepmotor          | Stoterstangen kopklepmotor          | Stoterstangen kopklepmotor          | Stoterstangen kopklepmotor          | Stoterstangen kopklepmotor          | Stoterstangen kopklepmotor          |                                     |
| Bouwwijze              | Dwarsgeplaatste staande eencilinder | Dwarsgeplaatste staande eencilinder | Dwarsgeplaatste staande eencilinder | Dwarsgeplaatste staande eencilinder | Dwarsgeplaatste staande eencilinder | Dwarsgeplaatste staande eencilinder | Dwarsgeplaatste staande eencilinder |                                     |
| Koeling                | Lucht                               | Lucht                               | Lucht                               | Lucht                               | Lucht                               | Lucht                               | Lucht                               |                                     |
| Boring                 | 63 mm                               | 63 mm                               | 63 mm                               | 63 mm                               | 63 mm                               | 63 mm                               | 63 mm                               |                                     |
| Slag                   | 64 mm                               | 64 mm                               | 64 mm                               | 64 mm                               | 64 mm                               | 64 mm                               | 64 mm                               |                                     |
| Cilinderinhoud         | 199,5 cc                            | 199,5 cc                            | 199,5 cc                            | 199,5 cc                            | 199,5 cc                            | 199,5 cc                            | 199,5 cc                            |                                     |
| Carburateur(s)         | Amal Monobloc 375                   | Amal Monobloc 376/314               | Amal 332/3                          | Amal Monobloc                       | Amal Monobloc 376/314               | Amal Monobloc                       | Amal Monobloc                       |                                     |
| Ontsteking             | Accu-bobine                         | Accu-bobine                         | Accu-bobine                         | Accu-bobine                         | Accu-bobine                         | Accu-bobine                         | Accu-bobine                         |                                     |
| Smeersysteem           | Dry-sumpsysteem                     | Dry-sumpsysteem                     | Dry-sumpsysteem                     | Dry-sumpsysteem                     | Dry-sumpsysteem                     | Dry-sumpsysteem                     | Dry-sumpsysteem                     |                                     |
| Compressieverhouding   | Onbekend                            | 9:1                                 | 7:1                                 | 7:1                                 | 9:1                                 | 9:1                                 | 9:1                                 |                                     |
| Max. Vermogen          | Onbekend                            | 16,2 pk bij 6.700 tpm               | 10 pk bij 6.500 tpm                 | 10 pk bij 6.500 tpm                 | 16,2 pk bij 6.700 tpm               | 16,2 pk bij 6.700 tpm               | 16,2 pk bij 6.700 tpm               |                                     |
| Topsnelheid            | Onbekend                            | Onbekend                            | 97 km/uur                           | Onbekend                            | Onbekend                            | Onbekend                            | Onbekend                            |                                     |
| Primaire aandrijving   | Ketting                             | Ketting                             | Ketting                             | Ketting                             | Ketting                             | Ketting                             | Ketting                             |                                     |
| Koppeling              | Meervoudige natte plaat             | Meervoudige natte plaat             | Meervoudige natte plaat             | Meervoudige natte plaat             | Meervoudige natte plaat             | Meervoudige natte plaat             | Meervoudige natte plaat             |                                     |
| Versnellingen          | 4                                   | 4                                   | 4                                   | 4                                   | 4                                   | 4                                   | 4                                   |                                     |
| Secundaire aandrijving | Ketting                             | Ketting                             | Ketting                             | Ketting                             | Ketting                             | Ketting                             | Ketting                             |                                     |
| Rijwielgedeelte        | Semi-dubbel wiegframe               | Semi-dubbel wiegframe               | Semi-dubbel wiegframe               | Enkel wiegframe                     | Semi-dubbel wiegframe               | Enkel wiegframe                     | Enkel wiegframe                     |                                     |
| Voorvork               | Telescoopvork                       | Telescoopvork                       | Telescoopvork                       | Telescoopvork                       | Telescoopvork                       | Telescoopvork                       | Telescoopvork                       |                                     |
| Achtervork             | Swingarm                            | Swingarm                            | Swingarm                            | Swingarm                            | Swingarm                            | Swingarm                            | Swingarm                            |                                     |
| Remmen                 | Trommelremmen                       | Trommelremmen                       | Trommelremmen                       | Trommelremmen                       | Trommelremmen                       | Trommelremmen                       | Trommelremmen                       |                                     |
| Tankinhoud             | Onbekend                            | 11,9 liter                          | 13,6 liter                          | Onbekend                            | 11,9 liter                          | Onbekend                            | Onbekend                            |                                     |
| Droog gewicht          | Onbekend                            | Onbekend                            | 95 kg                               | Onbekend                            | Onbekend                            | Onbekend                            | Onbekend                            |                                     |